# Aesacus Dorsum
Aesacus Dorsum és una formació geològica de tipus dorsum a la superfície de Mart, localitzada amb el sistema de coordenades planetocèntriques a 38.69 ° latitud N i 154.72 ° longitud E, que fa 276.69 km de diàmetre. El nom va ser aprovat per la UAI l'any 1985 i fa referència a una característica d'albedo localitzada a 45 ° latitud N i 205 ° longitud O.